# Cameron Wurf
Cameron Wurf (Sandy Bay, Tasmanië, 3 augustus 1983) is een Australisch wielrenner.

## Carrière
Wurf begon zijn sportieve carrière als roeier. In 2004 nam hij samen met George Jelbart deel aan de Olympische Spelen in de lichtgewicht dubbel-twee.
In 2007 won Wurf de individuele tijdrit op de Oceanische Spelen bij de elite. In 2008 werd hij vierde op het Australische kampioenschap tijdrijden en derde op het Australische kampioenschap ploegenachtervolging, samen met Peter Loft, Mark Jamieson en Ben Grenda.

## Belangrijkste overwinningen
2007
- Individuele tijdrit op de Oceanische Spelen, Elite
- Chrono Champenois

## Resultaten in voornaamste wedstrijden
| Jaar | Ronde van Italië | Ronde van Frankrijk | Ronde van Spanje |
| ---- | ---------------- | ------------------- | ---------------- |
| 2010 | 77e              |                     |                  |
| 2011 |                  |                     |                  |
| 2012 |                  |                     |                  |
| 2013 | 128e             |                     | 99e              |
| 2020 |                  |                     | 95e              |
| 2021 |                  |                     |                  |
| 2022 |                  |                     |                  |
| 2023 |                  |                     |                  |
| 2024 |                  |                     |                  |

| Jaar | Milaan-San Remo | Gent-Wevelgem | Parijs-Roubaix | Amstel Gold Race | Luik-Bast.‑Luik | Ronde van Lombardije | Waalse Pijl |
| ---- | --------------- | ------------- | -------------- | ---------------- | --------------- | -------------------- | ----------- |
| 2010 | 100e            |               | opgave         |                  |                 |                      |             |
| 2011 |                 |               |                |                  |                 |                      |             |
| 2012 |                 |               |                |                  |                 |                      |             |
| 2013 |                 |               |                |                  |                 | opgave               |             |
| 2020 |                 |               |                |                  | opgave          |                      | 109e        |
| 2021 |                 | opgave        |                |                  |                 |                      |             |
| 2022 |                 |               | 94e            |                  |                 |                      |             |
| 2023 |                 |               | 128e           |                  |                 |                      | opgave      |
| 2024 |                 | opgave        |                | opgave           |                 |                      | opgave      |

## Ploegen
- 2007 –  Priority Health Cycling Team presented by Bissell (vanaf 11/04 tot 30/06)
- 2008 –  Cinelli OPD (tot 31/05)
- 2008 –  Team Volksbank (vanaf 01/06)
- 2009 –  Fuji-Servetto (vanaf 08/05)
- 2010 –  Androni Giocattoli
- 2011 –  Liquigas-Cannondale
- 2012 –  Champion System
- 2013 –  Cannondale
- 2014 –  Cannondale
- 2020 –  Team INEOS (vanaf 31/01)
- 2021 –  INEOS Grenadiers
- 2022 –  INEOS Grenadiers
- 2023 –  INEOS Grenadiers
- 2024 –  INEOS Grenadiers

Bernucci · Caddeo (stagiair) · Carriero · Cavalli · Ciccarese · Dotti · Falzarano · Fanelli · Kvatsjoek · Matvjejev · Mindlin · Perez (1984) · Jesús Perez (1981) · Pryshchepa · Sjtsjebelin · Sinicinas · Spadi · Szeghalmi · Wurf
Bailetti ·
Benítez · 
Camaño ·
Cañada · 
Capecchi · 
Capelli · 
Clarke · 
Cobo · 
de la Fuente · 
del Nero · 
Domínguez (tot 31/05) · 
Durán · 
Fernández de la Puebla · 
Gómez Gómez · 
González · 
Intxausti · 
Jufré · 
Kessiakoff · 
Kišerlovski · 
Mejías · 
Nardello (tot 15/04) · 
Piemontesi · 
Serrano (tot 15/07) · 
Sjpilevski (tot 15/06) · 
Tonti · 
Viganò · 
Walker (tot 31/03) · 
Wurf · 
Merino (stagiair)
Agnoli ·
Basso · 
Bellotti ·
Bodnar ·
Capecchi ·
Caruso ·
Cimolai · 
Da Dalto ·
Dall'Antonia ·
Duggan ·
Finetto ·
Guarnieri ·
King ·
Koren ·
Longo Borghini ·  
Marangoni · 
Nerz ·
Nibali ·  
Oss ·
Paterski ·
Ponzi ·
Sabatini ·
J. Sagan ·
P. Sagan ·
Salerno ·
Szmyd ·
Vanotti ·
Viviani ·
Wurf ·
Agostini (stagiair) ·
Moser (stagiair)
Avery · Boillat · Butler · Clarke · Friedemann · Gardeyn · Jiang · Jiao · Kemps · Kirsipuu · Lewis · Liu · Manan · Ojavee · Othman · Wong · Wu · Wurf · Xu
Agostini · Basso · Bodnar · Boivin · Canuti · Caruso ·  Da Dalto · Dall'Antonia · De Marchi · Haedo · King · Koch · Koren · Krizek · Longo Borghini · Marangoni · Masuda · Moser · Paterski · Ratto · Sabatini · J. Sagan · P. Sagan · Salerno · Sarmiento · Vandborg · Viviani · Wurf · Martinello (stagiair) · Villella (stagiair)
Basso · Bennett · Bettiol · Bodnar · Boivin · Caruso · De Marchi · Formolo · Gatto · King · Koch · Koren · Krizek · Longo Borghini · Marangoni · Marcato · Marino · Mohorič · Moser · Ratto · Sabatini · J. Sagan · P. Sagan · Salerno · Sarmiento · Villella · Viviani · Wurf
Amador · Basso · Bernal · Carapaz  · Castroviejo · Dennis   · Doull · Dunbar · Froome · Ganna   · Geoghegan Hart · Gołaś · Hayter · Henao · Kiryjenka (t/m 31 januari) · Knees · Kwiatkowski · Lawless · Moscon · Narváez · Puccio · Rivera · Rodriguez · Rowe · Sivakov · Sosa · Stannard · Swift · Thomas · Van Baarle · Wurf (vanaf 1 februari)
Amador · Van Baarle · Basso · Bernal · Carapaz  · Castroviejo · De Plus · Dennis · Doull · Dunbar · Ganna     · Geoghegan Hart · Gołaś · Hayter · Henao · Kwiatkowski · Martínez · Moscon · Narváez · Pidcock (vanaf 1 februari) · Porte ·  Puccio · Rivera · Rodriguez · Rowe · Sivakov · Sosa · Swift · Thomas · Wurf · Yates · Plapp (stagiair)
Amador · Bernal · Carapaz  · Castroviejo · De Plus · Dunbar · Fraile · Ganna   · Geoghegan Hart · E. Hayter · Heiduk · Kwiatkowski · Martínez · Narváez · Pidcock · Plapp · Porte ·  Puccio · Rivera · Rodriguez · Rowe · Sheffield · Sivakov · Swift · Thomas · Tulett · Turner · Van Baarle · Viviani · Wurf · Yates · L. Hayter (stagiair)